# Сетефики (Салерно)
Сетефики је насеље у Италији у округу Салерно, региону Кампанија.
Према процени из 2011. у насељу је живело 477 становника. Насеље се налази на надморској висини од 343 м.